# Sindrome di Stickler

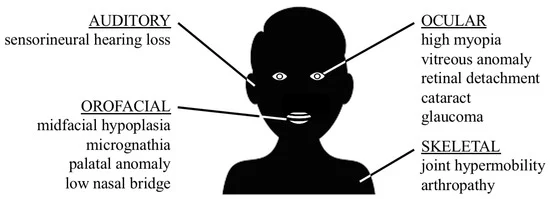
Sintomatologia della sindrome di Stickler

La sindrome di Stickler è un gruppo di malattie ereditarie del tessuto connettivo, che colpisce il collagene. Fu studiata e catalogata per la prima volta dal dott. Gunnar B. Stickler nel 1965. È caratterizzata dal tipico aspetto facciale appiattito, patologie oculari, perdita dell'udito e disturbi alle articolazioni.

## Tipi
I mutamenti genetici si riferiscono ai seguenti tipi di sindrome di Stickler:
- COL11A1
- COL11A2
- COL2A1

Perché ci siano due o tre tipi di sindrome è controverso. Ciascun tipo è qui presentato secondo il gene in causa. La classificazione di tali condizioni cambierà quando i ricercatori apprenderanno di più circa le cause genetiche.

## Cause
La sindrome è ereditaria con schema autosomico dominante. Si suppone che insorga da una mutazione di diversi geni del collagene durante lo sviluppo fetale. È indipendente dal sesso, cioè i soggetti affetti dalla sindrome hanno la probabilità del 50% di passarla a ciascun figlio.

## Sintomi
Le persone con sindrome di Stickler accusano una serie di segni e sintomi, dalla paucità alla grave espressione fenotipica.
Una tipica caratteristica della sindrome è l'aspetto della faccia, come appiattito. Ciò è causato dalle ossa poco sviluppate nel centro della faccia, comprese le mascelle e il setto del naso.
Molti pazienti con la sindrome di Stickler soffrono di miopìa grave a causa della forma dell'occhio.
Gli individui con gli occhi colpiti dalla patologia sono soggetti a pressione oculare aumentata (glaucoma) e a distacco della retina. La sostanza gelatinosa dentro l'occhio ha un aspetto caratteristico nella sindrome di tipo COL2A1 e COL11A1. Quella di tipo COL11A2 non colpisce l'occhio.
I soggetti con questa patologia hanno disturbi che colpiscono anche altri organi. Artrite, anormalità dell'estremità delle ossa lunghe, anomalia delle vertebre, curvatura della spina dorsale, gibbosità, dolore all'articolazioni, ginocchio valgo sono tutti problemi che possono occorrere alle ossa e alle articolazioni.
Tipico di soggetti con Stickler può includere guance piatte, setto nasale appiattito e mascella piccola, anomalie del palato.
Un altro segno della sindrome è la diminuzione dell'udito da lieve a grave che, per alcuni, può essere progressiva. Le articolazioni dei bambini colpiti e dei giovani possono essere molto flessibili (ipermobili).
L'artrite spesso compare a giovane età e peggiora con la crescita. Difficoltà nell'apprendimento possono anche avvenire per la menomazione all'udito e alla vista.

## Genetica
Mutazioni nei geni COL11A1, COL11A2 e COL2A1 provocano la sindrome di Stickler. Tali geni sono coinvolti nella produzione del collagene tipo II e tipo XI. I collageni sono molecole complesse che provvedono alla struttura e alla resistenza del tessuto connettivo.
Una mutazione in uno di questi geni interrompe la produzione, l'elaborazione o la formazione del collagene tipo II o XI. Le molecole difettose di collagene o la ridotta quantità di collagene influisce sullo sviluppo di ossa e altri tessuti connettivali, portando al caratteristico quadro della Stickler.
Altri geni, sebbene sconosciuti, possono causare la sindrome perché non tutti i soggetti colpiti hanno mutazioni in uno dei tre geni già identificati.

## Scienziati interessati
I ricercatori associati con la scoperta di questa sindrome sono:
- B. David
- Gunnar B. Stickler
- Hans Wagner
- G. Weissenbacher
- Ernst Zweymüller

## Terapia
I medici specialisti che si occupano del trattamento della sindrome comprendono oftalmologi, audiologi e reumatologi.

## Epidemiologia
Complessivamente la prevalenza stimata di sindrome Stickler è circa 1 su 10 000. Colpisce 1 neonato su 7 500-9 000.

## Prognosi
L'aspettativa di vita risulta essere pressoché normale, nonostante alcune condizioni associate alla sindrome (come l'artrite e la sordità) possono peggiorare la qualità della vita del malato.